# Lockheed L-188 Electra
Lockheed L-188 Electra là một máy bay động cơ cánh quạt của Hoa Kỳ, được sản xuất bởi Tập đoàn Lockheed. Được bay lần đầu năm 1957, đây là máy bay động cơ cánh quạt lớn đầu tiên được sản xuất tại Mỹ. Lúc đầu máy bay này bán rất chạy, nhưng sau hai vụ tai nạn chết người dẫn tới việc tốn quá nhiều tiền để sửa chữa một lỗi trong thiết kế, cho nên không còn đơn đặt hàng nào nữa. Với tỉ lệ công suất – trọng lượng độc nhất, kiểu cánh quạt lớn và cánh rất ngắn, cánh tà Fowler lớn có diện tích cánh hiệu quả tăng lên đáng kể khi mở rộng, và với thiết kế bốn động cơ, L-188 Electra có hiệu suất bay chưa từng có trong lịch sử máy bay phản lực và kể cả máy bay vận tải ngày nay – đặc biệt là trên các sân bay đường băng ngắn và cao trường cao. Động cơ cánh quạt sớm được thay thế bởi động cơ phản lực dẫn đến nhiều chiếc L-188 Electra được cải tiến thành máy bay vận tải. Một số Electra vẫn còn được sử dụng trong nhiều vai trò khác nhau trong thế kỷ 21. Khung máy của L-188 Electra cũng được sử dụng để làm khung của máy bay Lockheed P-3 Orion thành công hơn.

## Phát triển
Lockheed đã chiếm được vị thế mạnh trong việc sản xuất máy bay thương mại nhờ động cơ piston Constellation của họ. Sau quá trình tiếp tục nghiên cứu và phát triển, họ đã mang động cơ cánh quạt lên khung máy Constellation của chiếc Lockheed L-1249 Super Constellation. Năm 1951, Lockheed đã được hãng hàng không Capital Airlines liên hệ để đặt hàng sản xuất một máy bay phản lực cánh quạt mới được đặt tên là YC-130, tuy nhiên do không có sự quan tâm từ bất kỳ hãng vận tải nào khác nên bản thiết kế đã bị lãng quên. Sau đó, Capital Airlines tiếp tục đặt hàng 60 chiếc Vickers Viscounts. Vào năm 1954, như một kết quả của việc American Airlines thích thú sự phát triển máy bay hai động cơ, ý tưởng của Capital Airlines lại nổi lên và họ lại thiết kế và đặt hàng Lockheed sản xuất loại máy bay hai động cơ CL-303. Bản thiết kế mới này có kiểu cánh cao hơn và có thể chứa từ 60 tới 70 hành khách. Thật không may, bản thiết kế này cũng bị cất vào tủ vì thiếu sự quan tâm từ các hãng khác.

Một năm sau, American Airlines đã sửa đổi yêu cầu của mình thành một máy bay bốn động cơ có thể chứa 75 hành khách và vận hành trong tầm bay 2.000 dặm (3.219 km). Lockheed đã đề xuất một thiết kế mới là chiếc CL-310 với cánh thấp và 4 động cơ Rolls-Royce Darts hoặc Napier Elands. CL-310 phù hợp với yêu cầu của American Airlines, nhưng không đáp ứng được yêu cầu của một hãng vận tải khác là Eastern Air Lines. Yêu cầu của họ là tầm bay xa hơn, tốc độ hành trình tối thiểu là 350 mph và sức chứa lớn hơn, có thể chứa từ 85 đến 90 hành khách. Lockheed thiết kế lại CL-130 sử dụng động cơ của Allison 501-D13, một phiên bản máy bay dân sự của T56 phát triển cho Lockheed C-130 Hercules để phục vụ nhu cầu vận tải quân sự. Khung máy bay được làm lớn hơn để tăng không gian đặt ghế và tăng hiệu suất. Bản thiết kế này đã được American Airlines đặt hàng cho 35 chiếc Model 188 vào ngày 8 tháng 6 năm 1955, và sau đó Eastern Airlines cũng đã đặt 40 chiếc vào ngày 27 tháng 9 năm 1955. Chiếc đầu tiên được hoàn thành sau 26 tháng và lúc đó số lượng đơn đặt hàng Lockheed đã lên tới 129 đơn. Chiếc nguyên mẫu, Model 188A được hoàn thành và lần đầu tiên bay vào ngày 6 tháng 12 năm 1957, 2 tháng trước thời hạn. Lockheed được trao giấy chứng nhận bởi Cục Hàng Không Liên Bang (FAA) vào ngày 22 tháng 8 năm 1958. Hãng đầu tiên được phân phối là Eastern Airlines vào ngày 8 tháng 10 năm 1958, nhưng nó chỉ được bắt đầu sử dụng vào ngày 12 tháng 1 năm 1959.

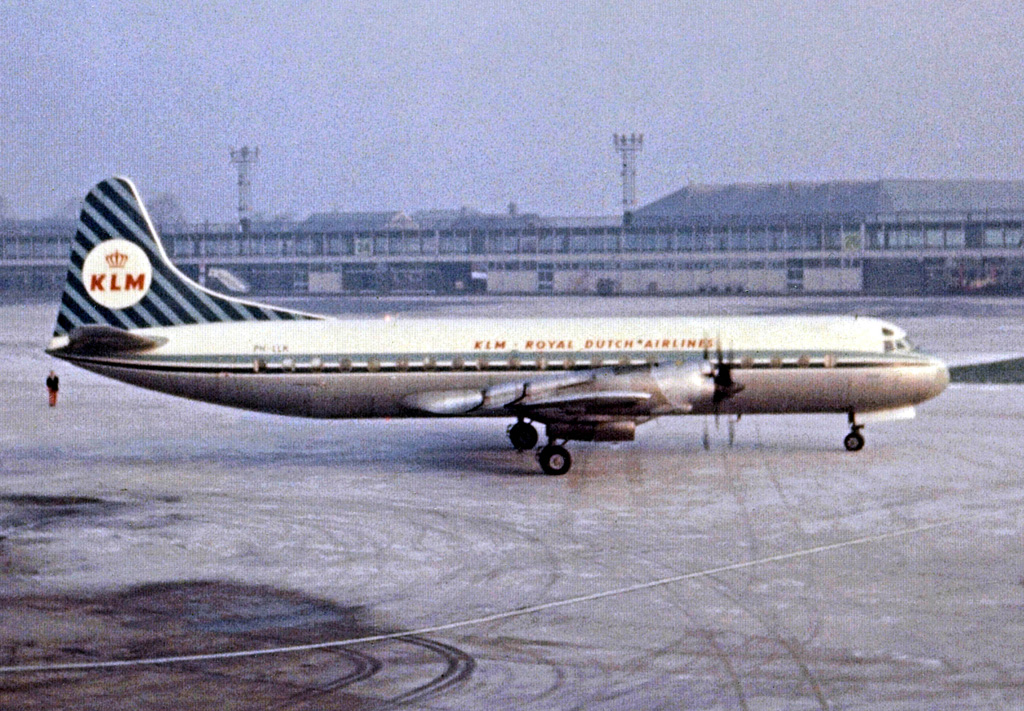
L188C Electra của Hãng Hàng Không Hoàng Gia Hà Lan KLM tại sân bay Manchester vào năm 1963

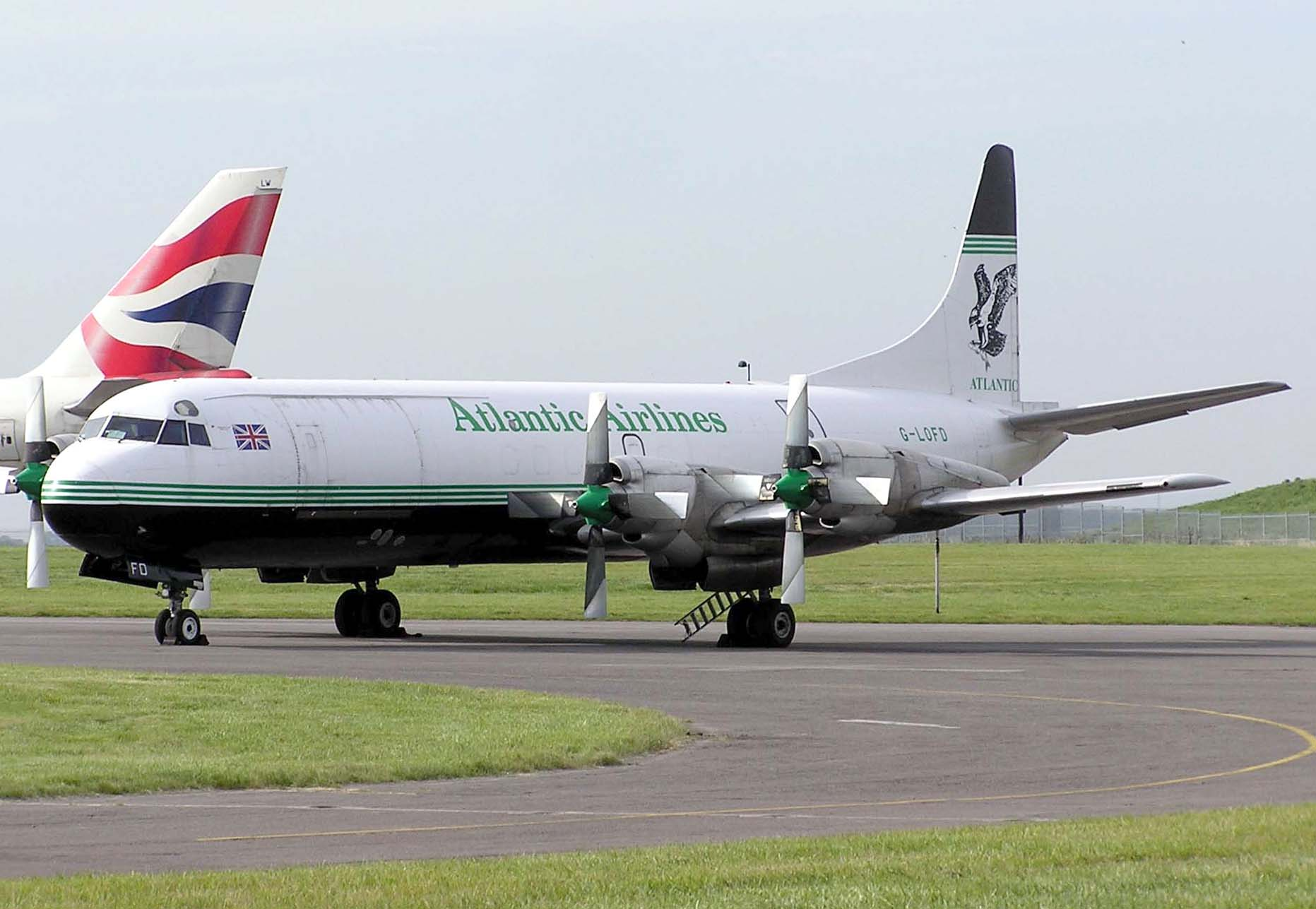
Một chiếc L-188CF của Atlantic Airlines

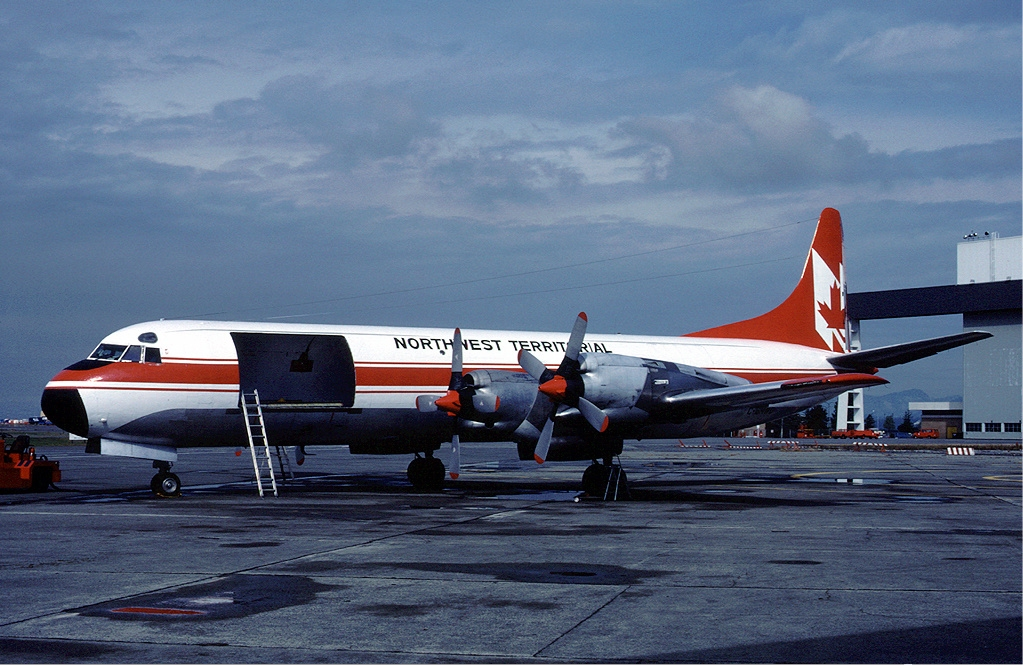
Một máy bay vận tải Electra của NWT Air tại sân bay Vancouver vào tháng 8 năm 1983

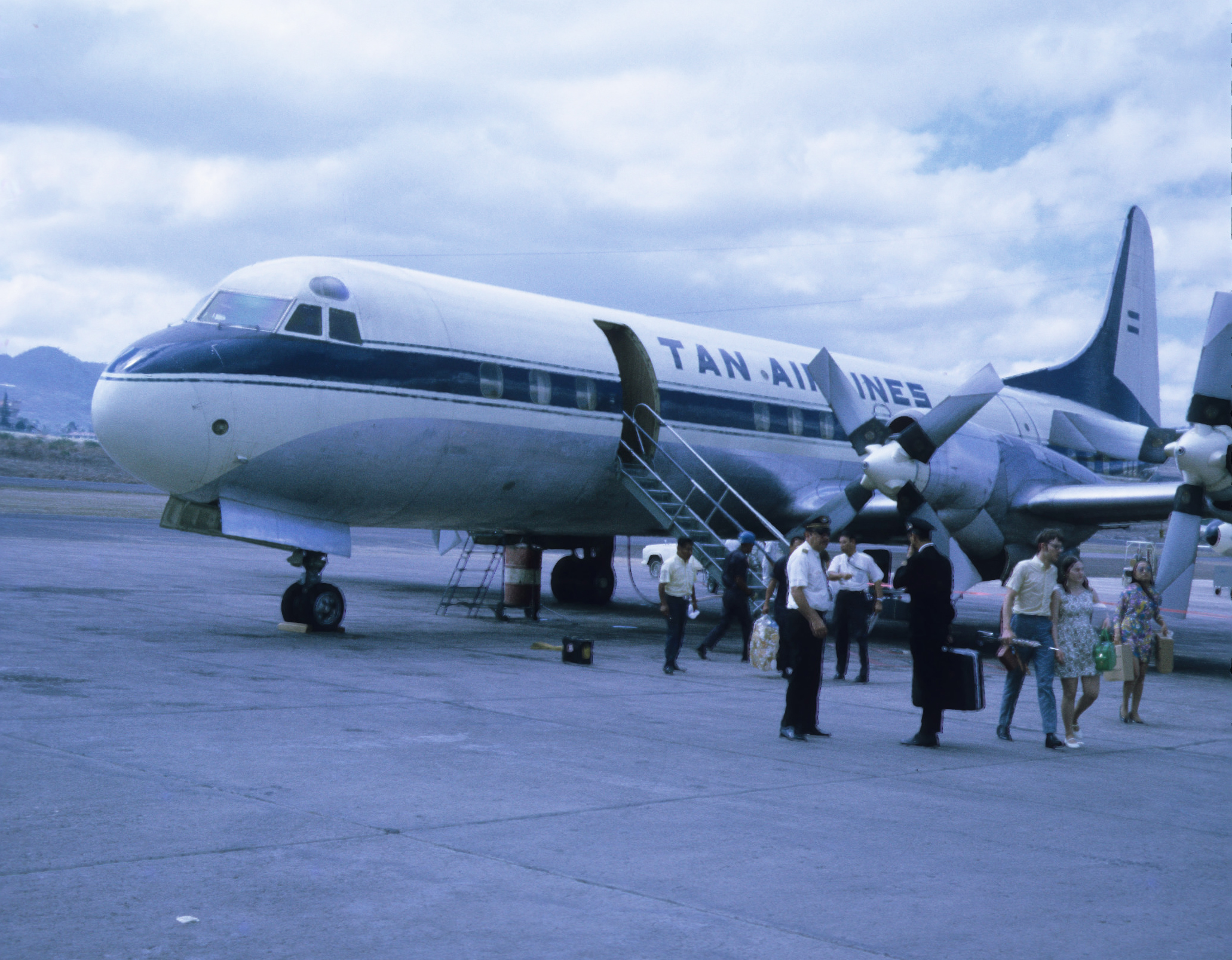
Lockheed L-188 Electra của TAN Airlines (Transportes Aéreos Nacionales S.A.) đang đón hành khách tại sân bay quốc tế Las Mercedes, Managua, Nicaragua năm 1970

Năm 1957, Hải Quân Hoa Kỳ đã yêu cầu sản xuất một loại máy bay tuần tra trên biển cao cấp. Lockheed đề xuất một phiên bản phát triển của Electra và dựa theo đó họ đã tạo ra P-3 Orion, đạt sự thành công lớn hơn mong đợi – P-3 Orion đã phục vụ tiền tuyến liên tục trong hơn 50 năm.

## Thiết kế
Model 188 Electra là một dòng máy bay cánh thấp được trang bị 4 động cơ tuốc bin cánh quạt Allison 501-D13. Nó có bộ bánh đáp gồm 3 bánh và đuôi ổn định dọc. Buồng lái yêu cầu tổ lái 3 người và có thể chứa từ 60 đến 80 hành khách, tối đa 98 người. Biến thể đầu tiên là Model 188A, sau đó là Model 188C với tầm bay xa hơn, dung tích bình xăng tăng 1.000 gallon Mỹ (3.800 lít) và trọng lượng cất cánh tối đa tăng 3.000 cân Anh (1.400 kg).

## Lịch sử hoạt động

### Các hoạt động dân sự
American Airlines là khách hàng đầu tiên. Các khách hàng sau đó là Eastern Air Lines, Braniff Airways và Northwest Airlines. Electra bắt đầu gặp rắc rối. Hành khách đi trên chuyến bay than phiền về tiếng ồn trong cabin phía trước của cánh, do sự cộng hưởng âm thanh của các cánh quạt. Lockheed thiết kế lại vỏ động cơ, nghiêng động cơ lên 3 độ. Những thay đổi đã được tích hợp trên dây chuyền sản xuất vào giữa năm 1959 và đã có tác dụng cải thiện hiệu năng động cơ và mang lại chuyến đi tốt hơn cho hành khách.
Có tới 3 chiếc máy bay gặp tai nạn từ tháng 2 năm 1959 đến tháng 3 năm 1960. Sau vụ tai nạn thứ 3, FAA đã giới hạn tốc độ bay của Electra cho đến khi nguyên nhân được xác định.
Sau một cuộc điều tra sâu rộng, nguyên nhân của 2 trong số các vụ tai nạn (trong tháng 9 năm 1959 và tháng 3 năm 1960) được tìm ra là do sự gắn kết động cơ. Gắn kết đã không đủ mạnh để giảm một hiện tượng gọi là "sự xoay chế độ rung" (tương tự như sự chuyển động của đầu đứa trẻ khi nó chạy chậm lại) ảnh hưởng đến vỏ ngoài động cơ. Khi dao động được truyền đến các cánh và tần số rung giảm đến điểm cộng hưởng với các tấm lợp trên cánh (cùng một tần số), cánh sẽ đập lên xuống cực kì mạnh cho đến khi bị rách. Lockheed thực hiện một chương trình sửa đổi cực kì đắt đỏ (Lockheed Electra Achievement Program hay LEAP) trong đó động cơ gắn kết và cấu trúc cánh hỗ trợ gắn kết được gia cố, một số tấm lợp trên cánh được thay thế bởi tấm lợp dày hơn. Tất cả các Electra đều được sửa đổi với chi phí của Lockheed tại nhà máy, mỗi Electra được sửa trong vòng 20 ngày. Những thay đổi đã được tích hợp trong dây chuyền sản xuất. Tuy nhiên, những vụ tai nạn đã xảy ra, và dân chúng mất niềm tin vào Electra. Nó thậm chí không còn được sử dụng bởi những hãng hàng không nhỏ nhất. Sản xuất dừng lại vào năm 1961 sau khi 170 chiếc đã được chế tạo. Thiệt hại cho Lockheed được ước tính vào khoảng 57 triệu USD, không kể chi phí cho các vụ kiện (khoảng 55 triệu USD). Lockheed tiếp tục vận chuyển hành khách đến những năm 1980, và hầu hết các Electra bây giờ được sử dụng để chuyên chở hàng hóa.
Nhiều hãng hàng không ở Mỹ đã sử dụng Electra, nhưng hãng hàng không duy nhất ở châu Âu đặt hàng Electra từ Lockheed là KLM với số lượng 12 chiếc, sử dụng từ tháng 9 năm 1959 đến tháng 1 năm 1969 ở châu Âu, Đông Sài Gòn và Kuala Lumpur.

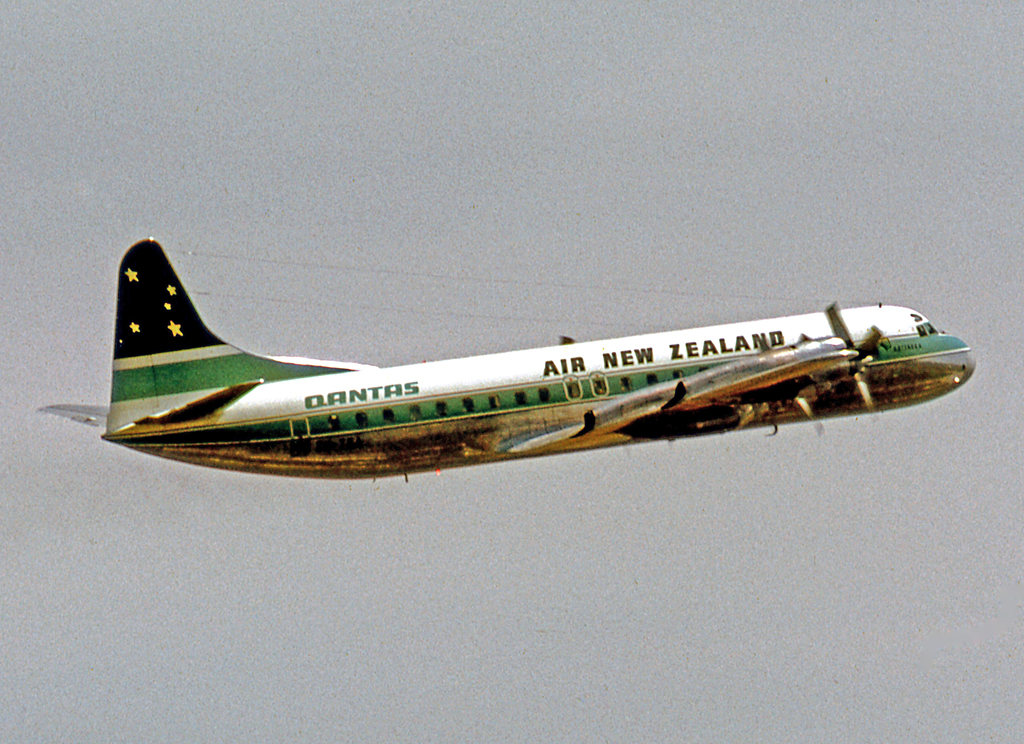
Air New Zealand đưa L-188C Electra từ Sydney về Wellington để hợp tác với Qantas vào năm 1970.

Ở phía nam Thái Bình Dương, Tasman Empire Airways Limited (TEAL) (sau đổi thành Air New Zealand) sử dụng Electra để bay xuyên vịnh Tasman. Ở Australia, Trans Australia Airlines (TAA) và Ansett, mỗi hãng vận hành 3 chiếc Electra để di chuyển giữa các Tiểu bang của Lục địa Úc và cảng Morseby, từ năm 1959 đến năm 1971. Ansett cải tiến 3 Electra của họ thành máy bay vận tải vào năm 1970 – 1971 và tiếp tục sử dụng chúng đến năm 1984. Qantas cũng sử dụng 4 Electra trên tuyến bay đến Hong Kong và Nhật Bản; đến New Caledonia; và đến New Guinea (cho đến khi tuyến bay đến New Guinea được nhượng lại cho Ansett và TAA); sau đó băng qua Ấn Độ Dương để đến Nam Phi; và cạnh tranh với tuyến bay qua vịnh Tasman của TEAL (sau đó TEAL 100% thuộc quyền sở hữu của New Zealand).
Một số Electra đã được bán cho các hãng hàng không Nam Mỹ, nơi mà, trái với những gì đã xảy ra ở Hoa Kỳ, Electra đã hoạt động rất thành công, chẳng hạn như Lloyd Aéreo Boliviano và Líneas Aéreas Paraguayas; trong cả hai trường hợp, Electra đã đáp ứng được yêu cầu của các hãng hàng không này trước khi họ chuyển sang sử dụng máy bay phản lực. Đáng chú ý nhất, hãng hàng không Varig của Brazil sử dụng Electra để đưa đón khách giữa Rio de Janeiro và São Paulo trong nhiều năm và hoàn thành hơn nửa triệu chuyến bay trên nhiều tuyến đường trước khi Electra được thay thế bằng máy bay phản lực Boeing 737-300 và Fokker 100 vào năm 1992, và đa số được bán cho Zaïre năm sau đó. Electra trở thành biểu tượng của tuyến hàng không đó, sự dừng hoạt động của Electra đã gây ra một chấn động với Brazil, tốn không ít giấy mực của báo chí.
Trong thập niên 1970, một số Electra cũ được mua lại bởi các câu lạc bộ lữ hành, bao gồm những nhà thám hiểm và Shillelagh. Những chiếc khác đã chuyển từ vận chuyển hành khách sang vận tải hàng hóa, 40 chiếc đã được cải tiến bởi công ty con của Tập đoàn Lockheed từ năm 1968 với 1 hoặc 2 cửa lớn ở phía bên trái thân máy bay và sàn cabin cải tiến. Air California và Pacific Southwest Airlines vẫn sử dụng Electra để vận chuyển hành khách đến những sân bay nhỏ ở phía Tây Hoa Kỳ đến cuối thập niên 1970.

### Sử dụng trong quân sự
Năm 1973, Hải quân Argentina mua 3 Electra trang bị thêm cửa vận chuyển hàng hóa. Chúng được sử dụng trong "Chiến tranh bẩn thỉu" để bắt tù nhân chính trị vào Rio de La Plata, trong chuyến bay đẫm máu khét tiếng. Một số Electra cũng được sử dụng trong các nhiệm vụ vận chuyển trong Chiến tranh Falklands năm 1982.
Năm 1983, sau sự dừng hoạt động của chiếc SP-2H Neptune cuối cùng, Hải quân Argentina đã mua lại khung của những chiếc Electra dân sự, cải tiến để phù hợp cho việc tuần tra trên biển, và sử dụng rộng rãi đến khi thay thế bởi P-3S vào năm 1994. Một trong các Electra của Hải quân Argentina, được biết đến với tên gọi L-188W Electron, được bảo quản tại bảo tàng Argentine Naval Aviation (MUAN) ở Bahía Blanca.

## Biến thể
L-188A
Phiên bản sản xuất đầu tiên
L-188AF (All Freight version)
Tên gọi không chính thức phiên bản chuyển đổi của L-188A để vận tải hàng hóa
L-188PF (Passenger-Freight version)
Tên gọi không chính thức phiên bản chuyển đổi của L-188A để vận chuyển hành khách
L-188C
Phiên bản có tầm bay lớn hơn với thể tích bình xăng được cải thiện (6.940 gallon so với 5.450 gallon của L-188A) và trọng lượng cất cánh lớn hơn (trọng lượng cất cánh tối đa là 116.000 lb so với 113,000 lb của phiên bản "A")
L-188CF
Tên gọi không chính thức phiên bản chuyển đổi của L-188C để vận tải hàng hóa.
YP-3A Orion
Một loại Orion có thân rút ngắn 7 feet.

## Quốc gia sử dụng

### Những quốc gia hiện đang sử dụng
Tính đến tháng 1 năm 2016, có 30 chiếc Electra của 3 hãng hàng không Canada vẫn đang hoạt động. Buffalo Airways có 6 chiếc và hiện tại đang sử dụng 2 chiếc trong việc vận tải hàng hóa, 1 chiếc được sử dụng để chữa cháy; Air Spray có 14 chiếc trong đó 8 chiếc dùng để chữa cháy; 3 chiếc còn lại thuộc về Conair Group với 1 chiếc dùng để chữa cháy. Cả ba hãng dự kiến sẽ được cấp phép để chuyển đổi tất cả thành máy bay chữa cháy.
 Canada
- Air Spray (chữa cháy)
- Buffalo Airways (chở hàng và chữa cháy)
- Conair Group (chữa cháy)

### Khai thác dân sự
| Úc - Ansett Airlines - Qantas - Trans Australia Airlines Áo - Amerer Air Bolivia - Lloyd Aéreo Boliviano Brasil - Varig Canada - International Jetair (defunct) - Northwest Territorial Airways (defunct) - Nordair (defunct) Colombia - SAM Colombia - AeroCóndor Cộng hoà Congo - Trans Service Airlift Costa Rica - APSA - Lacsa Ecuador - Ecuatoriana de Aviación - Transportes Aereos Nacionales Ecuatorianos (TAME) El Salvador - TACA International Airlines Guyana - Guyana Airways Honduras - SAHSA - Transportes Aereos Nacionales (TAN Airlines) Hong Kong - Cathay Pacific Airways | Indonesia - Garuda Indonesia Airlines - Mandala Airlines(Closed) Ireland - Hunting Cargo Airlines Lào - Royal Air Lao México - Banco de México (corporate aircraft) Hà Lan - KLM Antille thuộc Hà Lan - Air ALM Na Uy - Fred. Olsen Airtransport - Nordic Air New Zealand - Air New Zealand - TEAL Panama - Copa Airlines Paraguay - Líneas Aéreas Paraguayas Perú - Líneas Aéreas Nacionales SA Philippines - Air Manila International São Tomé và Príncipe Thụy Điển - Falcon Air - West Air Sweden Đài Loan - Winner Airways (một chiếc L-188A thuê của Eastern Air Lines trong vòng 2 tháng trong năm 1970) | Anh Quốc - Air Bridge Carriers - Atlantic Airlines - Channel Express Hoa Kỳ - Air California - Air Florida - Air Southwest - American Airlines - Braniff International Airways - Denver Ports of Call - Eastern Air Lines - Evergreen International Airlines - Federal Aviation Administration - Fairbanks Air Service - Great Northern Airlines - Gulf Air Transport - Hawaiian Airlines (tất cả các phiên bản chở hàng) - Holiday Airlines - Intermountain Airlines - Johnson International Airlines - McCulloch International Airlines - NASA - National Airlines - National Center for Atmospheric Research - Northwest Airlines - Overseas National Airways - Pacific Southwest Airlines - Reeve Aleutian Airways - Saturn Airways - Shillelagh Travel Club - Southeast Airlines - Trans International Airlines, sau đổi tên thành Transamerica Airlines - TPI International Airways - Western Airlines - Zantop International Airlines Zaire - Karibu Airways - Trans Service Airlift |

### Khai thác quân sự
Argentina
- Argentine Naval Aviation

 Bolivia
- Bolivian Air Force - 1 chiếc từ năm 1973, tiếp tục sử dụng đến năm 1987.[36]

 Ecuador
- TAME

 Honduras
- Honduran Air Force - 1 chiếc 188A từ năm 1979

 México
- Mexican Air Force - 1 chiếc 188A từ năm 1978 đến 1987.

 Panama
- Panamanian Air Force - 1 chiếc 188C từ năm 1973 đến 1984.

### Đơn đặt hàng
Model 188A
- Eastern Airlines đặt 40 chiếc 188A, đã giao từ tháng 11 năm 1958 đến tháng 8 năm 1959.
- American Airlines đặt 35 chiếc 188A, đã giao từ tháng 11 năm 1958 đến tháng 3 năm 1960.
- National Airlines đặt 14 chiếc 188A, đã giao từ tháng 4 năm 1959 đến tháng 1 năm 1961.
- Ansett-ANA đặt 3 chiếc 188A, đã giao vào tháng 2 năm 1959, tháng 4 năm 1959 và tháng 2 năm 1960.
- Braniff Airways đặt 9 chiếc 188A, đã giao từ tháng 4 năm 1959 đến tháng 1 năm 1960.
- Western Airlines đặt 12 chiếc 188A, đã giao từ tháng 5 năm 1959 đến tháng 2 năm 1961.
- Trans Australia Airlines đặt 3 chiếc 188A, đã giao từ tháng 6 năm 1959 đến tháng 8 năm 1960.
- General Motors đặt 1 chiếc 188A, đã giao vào tháng 7 năm 1958.

Model 188C
- Northwest Orient Airlines đặt 18 chiếc 188C, đã giao từ tháng 7 năm 1959 đến tháng 6 năm 1961.
- Pacific Southwest Airlines đặt 3 chiếc 188C, đã giao từ tháng 11 đến tháng 12 năm 1959.
- Capital Airlines đặt 5 chiếc 188C nhưng sau đó hủy đơn hàng, 5 chiếc sau đó đã được bán cho các nhà khai thác khác.
- Qantas đặt 4 chiếc 188C, đã giao từ tháng 10 đến tháng 12 năm 1959.
- KLM đặt 12 chiếc 188C, đã giao từ tháng 9 năm 1959 đến tháng 12 năm 1960.
- Tasman Empire Airways đặt 3 chiếc 188C, đã giao từ tháng 10 đến tháng 12 năm 1959.
- Garuda đặt 3 chiếc 188C, đã giao vào tháng 1 năm 1961.

## Những chiếc còn lại
Đây là danh sách những chiếc Lockheed L-188 Electra còn lại trên thế giới, bao gồm đang hoạt động và được lưu trữ.
Hoạt động
- 1038 	C-FDTH 	Air Spray Tanker - dùng để chữa cháy; Tanker #498 (ex C-GKIL, N344HA)
- 1103 	C-FLJO 	Air Spray Tanker - dùng để chữa cháy; Tanker #482
- 1130 	C-FLXT 	Air Spray Tanker - dùng để chữa cháy; Tanker #481
- 1006 	C-FVFH 	Air Spray Tanker - dùng để chữa cháy; Tanker #489
- 1060 	C-FZCS 	Air Spray Tanker - dùng để chữa cháy; Tanker #487
- 2007 	C-GHZI 	Air Spray Tanker - dùng để chữa cháy; Tanker #484
- 1091 	C-GZCF 	Air Spray Tanker - dùng để chữa cháy; Tanker #490
- 1036 	C-GZVM 	Air Spray Tanker - dùng để chữa cháy; Tanker #485
- 1039 	C-FBAQ 	Buffalo Airways Tanker - hoàn thành chuyển đổi từ Air Tanker từ tháng 1 năm 2016; đã thử nghiệm, chờ giấy chứng nhận sử dụng; Tanker #417
- 2010 	C-FIJX 	Buffalo Airways Tanker - dùng để chữa cháy; Tanker #416
- 1100 	C-GXFC 	Buffalo Airways Freighter - vận chuyển hàng hóa và nhiên liệu số lượng lớn
- 1144 	C-GZFE 	Buffalo Airways Freighter - vận chuyển hàng hóa và nhiên liệu số lượng lớn
- 1143 	C-FYYJ 	Conair Group Tanker - dùng để chữa cháy; Tanker #60 (ex G-LOFD)

Lưu trữ
- 1133 	C-GJTZ 	Air Spray
- 1082 	C-FVFI 	Air Spray
- 1028 	C-GNPB 	Air Spray
- 1053 	C-GOIZ 	Air Spray
- 1112 	C-GYVI 	Air Spray
- 1124 	C-GZYH 	Air Spray
- 1102 	0691(6-P105 & 5-T-1) 	Argentine Navy
- 1067 	0791(6-P-102) 	Argentine Navy
- 1070 	790(6-P-103) 	Argentine Navy
- 1140 	C-FIJV 	Buffalo Airways
- 1145 	C-GLBA 	Buffalo Airways
- 1138 	C-GYCG 	Conair
- 2014 	G-FIZU 	Conair
- 1084 	N282F 	Rockland Aerospace
- 1146 	N286F 	Rockland Aerospace
- 1109 	N340HA 	Rockland Aerospace
- 1043 	N346HA 	Rockland Aerospace
- 1125 	TAM01 	Transporte Aereo Militar
- 1131 	G-LOFB 	Atlantic Airlines
- 1079 	N281F 	Anchorage Airport Fire Department
- 1032 	ZP-CBX 	LAP Paraguay
- 1078 	ZP-CBY 	LAP Paraguay
- 1147 	XA-AEG 	Mex Jet Cargo
- 1073 	9Q-CTO 	ATO

Bảo quản & trưng bày
- 1122 	693(5-T-3) 	Hải quân Argentina
- 1025 	PP-VJM 	Museo Aeroespacial
- 1120 	0692(6-P-106 & 5-T-2) 	Museo de la Aviacion Naval
- 1071 	792(2-P-101) 	Museo de la Aviacion Naval
- 1072 	0793(6-P-104) 	Museo de la Aviacion Naval
- 1003 	N428NA 	(NASA cũ)

## Tai nạn và sự cố
Trong 170 chiếc được sản xuất, có 58 chiếc gặp sự cố và tai nạn.
- 3 tháng 2 năm 1959: chuyến bay của American Airlines số hiệu 320 lộ trình từ Chicago đến New York, gặp sự cố khi hạ cánh, 65 trên tổng số 73 người thiệt mạng.
- 29 tháng 9 năm 1959: chuyến bay của Braniff số hiệu 542 gặp tai nạn tại Buffalo, Texas trên lộ trình từ Houston, Texas đến Dallas, Texas. 29 hành khách và tổ phi công 5 người thiệt mạng.
- 17 tháng 3 năm 1960: chuyến bay của Northwest Orient số hiệu 710 trên đường từ Chicago đến Miami, Florida, đã tự vỡ khi bay qua Perry County, Indiana. 63 người thiệt mạng (trong đó có 6 phi công).
- 14 tháng 9 năm 1960: chuyến bay của American Airlines số hiệu 361 buộc phải hạ cánh trên con đê. Chiếc máy bay đã lăn vài vòng, rất may là không có thương vong, 76 người trên chuyến bay đều an toàn.
- 4 tháng 10 năm 1960: chuyến bay của Eastern Air Lines số hiệu 375 gặp tai nạn lúc cất cánh từ sân bay quốc tế Logan, Boston, Massachusetts, 62 trên tổng số 72 người thiệt mạng. Nguyên nhân được xác định là do chim bị cuốn vào 3 trong số 4 cánh quạt.
- 12 tháng 6 năm 1961: chuyến bay của KLM số hiệu 823 gặp tai nạn trên đường băng ở Cairo, 20 trên tổng số 36 người thiệt mạng.
- 17 tháng 9 năm 1961: chuyến bay của Northwest Orient Airlines số hiệu 706 gặp tai nạn lúc cất cánh tại sân bay quốc tế O'Hare, Chicago, 37 người thiệt mạng.

...

## Tính năng kỹ chiến thuật (Model 188A)
Đặc điểm tổng quát
- Kíp lái: 5
- Sức chứa: 98 hành khách
- Tải trọng: 33,800 lb (15331 kg)
- Chiều dài: 104 ft 6 in (31.85 m)
- Sải cánh: 99 ft 0 in (30.18 m)
- Chiều cao: 32 ft 10 in (10.00 m)
- Diện tích cánh: 1,300 sq ft (120.8 m²)
- Trọng lượng rỗng: 57,400 lb (26,036 kg)
- Động cơ: 4 × động cơ cánh quạt Allison 501-D13, 3750 hp (2800 kW)  mỗi chiếc

 Hiệu suất bay 
- Vận tốc cực đại: 721 km/h tại độ cao 12,000 ft (3,660 m) (448 mph, 390 knots)
- Vận tốc hành trình: 324 knots (373 mph, 600 km/h)
- Tầm bay: 1,913 nmi (2,200 mi, 3,540 km) với tải trọng lớn nhất, 2,409 nmi (2,770 mi, 4,455 km) với tải trọng 17,500 lb (7,938 kg) ()
- Trần bay: 32,000 ft (9,753 m)
- Vận tốc lên cao: 1,970 ft/phút (10 m/s)